# Prices Fork
Prices Fork è un census-designated place (CDP) degli Stati Uniti d'America, situato nello stato della Virginia, nella contea di Montgomery. Secondo il censimento del 2020 gli abitanti di Prices Fork ammontavano a 1 142.

## Storia
La città venne fondanta da immigrati tedeschi che si stanziarono in Virginia. il nome "Prices Fork" deriva dalla famiglia Price (Preisch).
Quattro siti di Prices Fork sono stati inseriti nel National Register of Historic Places: il Prices Fork Historic District, la Evans House, la Joseph McDonald Farm, e l'Adam Wall House.